# 陈宏谋墓
陈宏谋墓为清朝重臣陈宏谋埋葬处，位于中国广西壮族自治区桂林市临桂县四塘乡东泮岭。
陈宏谋病逝后，归葬家乡。墓园原占地10多亩，坐北朝南，前有华表、石坊、陵门、石仪仗、神道、神道碑及乾隆皇帝御赐的旌表碑、谕祭文、恩赐入贤良祠碑等物。除墓碑外，今均无存。1986年修整该墓，以三层料石围砌，高10米，直径3米。1987年公布为桂林市文物保护单位。